# Независимое народное действие (Чили)
Независимое народное действие (АПИ, исп. Acción Popular Independiente, API) — небольшая чилийская партия популистского толка, существовавшая в 1968—1973 годах. Сооснователь и член коалиции «Народное единство».
Основателем и лидером партии всё время её существования был сенатор и бизнесмен ливанского происхождения Рафаэль Таруд. Символом АПИ являлся красный цветок с зеленым стеблем на верхнем конце. Его официальным органом было издание Api (аббревиатура от «Affirm, Ask, Informa»), выходившее с февраля по июль 1973 года.

## История
АПИ было основано в 1968 году Рафаэлем Тарудом в целях объединения части чилийского среднего класса, мелкой буржуазии, служащих и военных национал-патриотических взглядов, составлявших основу электората популярного экс-президента страны Карлоса Ибаньеса (многие сторонники которого вошли в состав партии). Сам Таруд занимал при Ибаньесе посты министра иностранных дел, экономики и горнодобывающей промышленности, активно используя популистскую риторику. Партия пользовалась также поддержкой арабской колонии в Чили. 27 сентября 1971 года АПИ получило официальную регистрацию.
В программе АПИ содержались следующие положения:

- Отказ от реакционного и устаревшего прошлого;
- Участие независимых в национальной жизни, народное единство и чилийский путь развития;
- Диалектическое и творческое согласие других народных сил;
- Чили как динамичная демократия;
- Сильные народ и правительство, противостоящие привилегиям и внешним угрозам, Вооружённые силы, которые являются щитом суверенитета и воли народа к изменениям.

22 декабря 1969 года совместно с ещё двумя небольшими левыми партиями (Социал-демократическая партия и МАПУ), а также Радикальной партией и блоком «Фронт народного действия» (объединявшем Социалистическую и Коммунистическую партии), выступил соучредителем коалиции «Народное единство» (учредительный документ которой от АПИ подписал Альфонсо Давид Лебон). АПИ занимал в союзе умеренные позиции, выступая за сближение с Христианско-демократической партией и сохраняя критическую позицию по отношению к правительству.
На президентских выборах 1970 года АПИ выдвинул кандидатуру своего лидера Рафаэля Таруда, поддержанную Радикальной и Социал-демократической партиями. Они возражали против выдвижения единого кандидата от СПЧ или КПЧ, утверждая, что шансы на победу может иметь лишь немарксистский кандидат. Кандидаты от этих партий (Сальвадор Альенде и Пабло Неруда соответственно) предложили сняться с выборов, если их выдвижение мешает «Народному единству» выдвинуть единого кандидата от всей коалиции. ЦК СПЧ отказало Альенде, однако руководство компартии одобрило предложение Неруды и тот первым снял свою кандидатуру. Точно так же поступили Альберто Бальтра (кандидат от Радикальной партии) и Жак Чончоль (кандидат от МАПУ). Таруд дольше всех отказывался сниматься в пользу поддержанного Политическим комитетом «Народного единства» Альенде, однако под давлением КПЧ сделал это 22 января 1970 года. Благодаря этому, Альенде смог одержать победу на выборах, получив консолидированную поддержку всего левого электората.
В правительстве Народного единства партия получила пост министра юстиции (Лисандро Крус), позднее её представители также занимали посты министра земель и колонизации (Роберто Куэльяр) и министр горнодобывающей промышленности (Альфонсо Лебон).
В составе «Народного единства» партия приняла участие на парламентских выборах 1973 года, получив 29 972 голосов (0,83%) и проведя в Палату депутатов двух человек: Сильвию Арайю и Луиса Эскобара Астабуруагу. В выборах в Сенат АПИ участие не принимал.
После военного переворота 11 сентября 1973 года деятельность АПИ, как и остальных партий «Народного единства», была запрещена декретом хунты № 77 от 8 октября 1973 года. Члены партии подверглись репрессиям, Рафаэль Таруд был вынужден бежать из страны. Те члены и сторонники АПИ, которые смогли эмигрировать из Чили или перешли на нелегальное положение, пытались поддерживать контакты с представителями союзных партий и принимали активное участие в сопротивлении режиму Пиночета, однако партия де-факто прекратила своё существование как организованная структура.
В 1987 году Таруд принял участие в основании Партии за демократию, в состав которой влились остатки АПИ.